# الن کوربی
الن کوربی (انگلیسی: Ellen Corby؛ ۳ ژوئن ۱۹۱۱ – ۱۴ آوریل ۱۹۹۹) یک هنرپیشه اهل ایالات متحده آمریکا بود. وی بین سال‌های ۱۹۳۳ تا ۱۹۹۹ میلادی فعالیت می‌کرد.

## گزیده فیلمشناسی
از فیلم‌ها یا برنامه‌های تلویزیونی که وی در آن نقش داشته‌است می‌توان به آثار زیر اشاره کرد.
- ژست‌های مخاطره‌آمیز (۱۹۳۳)
- پسران صحرا (۱۹۳۳) در نقش Dress Person at Table Next to Chase's (در عنوان بندی نیامده)
- سکه شکسته (۱۹۳۶) در نقش Bit Part (در عنوان بندی نیامده)
- دختر کولی (۱۹۳۶)
- پلکان مارپیچ (۱۹۴۶) در نقش Neighbour (در عنوان بندی نیامده)
- خواهر کنی (۱۹۴۶) در نقش Hospital Scrub Woman (در عنوان بندی نیامده)
- گردن‌بند (فیلم ۱۹۴۶) (۱۹۴۶) در نقش Ginny, Kitchen Maid (در عنوان بندی نیامده)
- چه زندگی شگفت‌انگیزی (۱۹۴۶) در نقش Ms. Davis (در عنوان بندی نیامده)
- قاتل مادرزاد (۱۹۴۷) در نقش 2nd Maid (در عنوان بندی نیامده)
- مرد مجرد و دختر جوان (۱۹۴۷) در نقش Courtroom Spectator (در عنوان بندی نیامده)
- به یاد می‌آورم مادر (۱۹۴۸) در نقش Aunt Trina
- زنان کوچک (فیلم ۱۹۴۹) (۱۹۴۹) در نقش Sophie
- جو یانگ قدرتمند (فیلم ۱۹۴۹) (۱۹۴۹) در نقش Nurse at Orphanage (در عنوان بندی نیامده)
- مادام بوواری (فیلم ۱۹۴۹) (۱۹۴۹) در نقش Félicité
- در زنجیر (۱۹۵۰) در نقش Emma Barber
- پگی (فیلم ۱۹۵۰) (۱۹۵۰) در نقش Mrs. Privet, the Librarian
- درختان بزرگ (۱۹۵۲) در نقش Sister Blackburn
- باد موسمی (فیلم ۱۹۵۲) (۱۹۵۲) در نقش Katie
- داستان سه عشق (۱۹۵۳)
- شین (فیلم) (۱۹۵۳) در نقش Mrs. Liz Torrey
- درباره خانم لزلی (۱۹۵۴) در نقش Mrs. Croffman
- سابرینا (فیلم ۱۹۵۴) (۱۹۵۴) در نقش Miss McCardle
- آلفرد هیچکاک تقدیم می‌کند (۱۹۵۵) در نقش Maggie
- غیرقانونی (فیلم ۱۹۵۵) (۱۹۵۵) در نقش Miss Hinkel
- عاشقتم لوسی (مجموعه تلویزیونی) (۱۹۵۶) در نقش Miss Hanna
- آلفرد هیچکاک تقدیم می‌کند (۱۹۵۶) در نقش Marie McGurk
- آلفرد هیچکاک تقدیم می‌کند (۱۹۵۸) در نقش Miss Samantha
- سرگیجه (فیلم ۱۹۵۸) (۱۹۵۸) در نقش Manager of McKittrick Hotel
- بونانزا (۱۹۶۰, مجموعه تلویزیونی) در نقش Lorna Doone Mayberry
- آلفرد هیچکاک تقدیم می‌کند (۱۹۶۰, مجموعه تلویزیونی) در نقش Emma
- یه عالمه معجزه (۱۹۶۱) در نقش Soho Sal
- بونانزا (۱۹۶۳, مجموعه تلویزیونی) در نقش Cora Milford
- اندی گریفیت شو (۱۹۶۳, مجموعه تلویزیونی) در نقش Myrt 'Hubcaps' Lesh
- ۴ نفر برای تگزاس (۱۹۶۳) در نقش Widow
- گومر پایل، یو.اس.ام.سی. (۱۹۶۴) در نقش Mother
- ویرجینیایی (۱۹۶۴, مجموعه تلویزیونی) در نقش Mrs. Clancy
- هیس… هیس، شارلوت عزیز (۱۹۶۴) در نقش Town Gossip
- آلفرد هیچکاک تقدیم می‌کند (۱۹۶۴, مجموعه تلویزیونی) در نقش The Chief Nurse
- خانواده آدامز (مجموعه تلویزیونی ۱۹۶۴) (۱۹۶۵, مجموعه تلویزیونی) در نقش Mother Lurch
- بن کیسی (۱۹۶۵) در نقش Mrs. Jacoby
- فراری (مجموعه تلویزیونی) (۱۹۶۶, مجموعه تلویزیونی) در نقش Mrs. Murdock / Mrs. Barlow
- بتمن (مجموعه تلویزیونی) (۱۹۶۸, مجموعه تلویزیونی) در نقش Mrs. Green
- از همسایه خود بدزد (۱۹۶۸)
- چاپارل (مجموعه تلویزیونی) (۱۹۶۸, مجموعه تلویزیونی) در نقش Mrs. Dilts
- هاوایی فایو-او (۱۹۶۸, مجموعه تلویزیونی) در نقش Mrs. Feathertree
- آیرونساید (مجموعه تلویزیونی) (۱۹۶۹, مجموعه تلویزیونی) در نقش Agnes Fairchild
- گومر پایل، یو.اس.ام.سی. (۱۹۶۹, مجموعه تلویزیونی) در نقش Mother
- لنسر (مجموعه تلویزیونی) (۱۹۶۹, مجموعه تلویزیونی) در نقش Widow Hargis
- کنن (۱۹۷۱, مجموعه تلویزیونی) در نقش Teacher
- خانواده والتون (مجموعه تلویزیونی) (۱۹۷۲–۱۹۸۰, مجموعه تلویزیونی) در نقش Esther Walton
- ناپلئون و سمنتا (۱۹۷۲) در نقش Gertrude
- نایت گالری (۱۹۷۲) در نقش Miss Patience

## جوایز
- برنده بهترین بازیگر مکمل زن فیلم درام - ۱۹۴۸ گلدن گلوب